# Bassanne
Bassanne är en kommun i departementet Gironde i regionen Nouvelle-Aquitaine i sydvästra Frankrike. Kommunen ligger i kantonen Auros som tillhör arrondissementet Langon. År 2022 hade Bassanne 131 invånare.

## Befolkningsutveckling
Antalet invånare i kommunen Bassanne
Referens:INSEE